# Fredericks Goldman Jones
Pour l'album du même nom, voir Fredericks Goldman Jones (album).
Pour les articles homonymes, voir Fredericks (homonymie), Goldman et Jones.
 (août 2012).
Si vous disposez d'ouvrages ou d'articles de référence ou si vous connaissez des sites web de qualité traitant du thème abordé ici, merci de compléter l'article en donnant les références utiles à sa vérifiabilité et en les liant à la section « Notes et références ».
Fredericks Goldman Jones est le nom d'un trio vocal américano-franco-gallois de variété française, actif de 1990 à 1996 environ, composé du chanteur Jean-Jacques Goldman, de Carole Fredericks et de Michael Jones, ces derniers ayant été auparavant sa choriste et son guitariste. Sous ce nom, ils enregistrèrent deux albums studio (Fredericks Goldman Jones et Rouge), et firent plusieurs tournées. L'ordre des trois noms dans celui du trio suit simplement l'ordre alphabétique.
Le trio a arrêté de se produire ensemble vers 1996, les trois membres reprenant alors leur carrière de leur côté, mais en restant toutefois très proches. Parmi leurs chansons les plus connues, on peut citer À nos actes manqués, Né en 17 à Leidenstadt, Juste après, Nuit, ou encore Un, deux, trois.
Carole Fredericks meurt le 7 juin 2001 à 49 ans.

## Historique
À la suite de la tournée Entre gris clair et gris foncé au cours de laquelle Jean-Jacques Goldman met en avant ses musiciens, lors de la création de l'album suivant, ce sont des chansons à plusieurs voix qui s'imposent naturellement. En 1990, il s'entoure plus particulièrement de ses amis Carole Fredericks (chanteuse qui avait déjà accompagné de nombreux artistes, dont Goldman lui-même, en tant que choriste) et Michael Jones (chanteur qui était guitariste de Goldman, et qui avait déjà chanté Je te donne en duo avec lui). Ils signent un premier album à leurs trois noms : Fredericks Goldman Jones, qui devient par extension le nom du trio. Le titre initial envisagé était Récréation, à entendre sous la sonorité « Re-création »[réf. nécessaire].
Une première tournée en France donne naissance en 1992 à l'album live Sur scène.
En 1993, paraît l'album Rouge. Le trio profite de la chute du rideau de fer pour aller enregistrer une partie de son album à Moscou, avec les Chœurs de l'Armée rouge notamment sur la chanson-titre.
Les tournées qui suivent alternent des concerts avec plusieurs milliers de personnes au Zénith et d'autres avec seulement une petite centaine dans des salles de province. L'album live qui suivra cette deuxième tournée du groupe, Du New Morning au Zénith, retrace les ambiances bien différentes des spectacles.
En 2000 paraît une compilation de cette époque en trio : Pluriel 90/96.
Ils ont également participé, tous trois, aux spectacles des Enfoirés, notamment lors de l'édition de 1992, avec des titres comme : Le Pénitencier, Va pas T'Flinguer Bonhomme, Né En 17 à Leidenstadt, Pas Toi, etc.

## Rôles des trois membres
Dans les albums du trio, Carole Fredericks et Michael Jones s'impliquent davantage comme chanteurs et ne se contentent plus d'être de « simples » choriste ou guitariste, comme c'était le cas dans leurs précédentes collaborations avec Jean-Jacques Goldman. Ainsi, dans la chanson Il part, la seule voix que l'on entend est celle de Carole Fredericks ; Michael Jones, qui avait quelques années auparavant enregistré Je te donne en duo avec Goldman, participe désormais à plusieurs duos (Frères, À nos actes manqués), et de nombreuses chansons sont chantées à trois (Vivre cent vies, Juste après, Né en 17 à Leidenstadt, Je l'aime aussi, ...).
Toutefois la prédominance de Jean-Jacques Goldman se fait encore sentir : plusieurs chansons sont chantées par lui seul (par exemple Fermer les yeux, chantée avec des choristes bulgares, ou Tu manques, sur laquelle on n'entend que la voix de Goldman). En outre, la quasi-totalité des chansons du trio sont écrites et composées par Jean-Jacques Goldman seul ; seules les chansons comportant des paroles en anglais sont coécrites par Michael Jones (par exemple Nuit, ou encore la version anglaise d'À nos actes manqués). Enfin, sur scène, le trio reprend fréquemment des titres extraits des albums solos de Goldman (Pas toi, Il suffira d'un signe, ...) Inversement, Goldman reprendra par la suite plusieurs fois des chansons du trio dans ses tournées en solo.

## Discographie

### Albums studio
| Année | Album                    | Classement des ventes | Classement des ventes | Classement des ventes | Classement des ventes | Classement des ventes | Ventes françaises | Certifications françaises |
| Année | Album                    | France ,              | Flandre               | Wallonie              | Suisse                | Pays-Bas              | Ventes françaises | Certifications françaises |
| ----- | ------------------------ | --------------------- | --------------------- | --------------------- | --------------------- | --------------------- | ----------------- | ------------------------- |
| 1990  | Fredericks Goldman Jones | 1                     |                       |                       |                       | 76                    | 2 000 000         | Diamant                   |
| 1993  | Rouge                    | 1                     |                       |                       | 41                    |                       | 1 300 000         | Diamant                   |

### Albumslive
| Année | Album                    | Classement des ventes | Classement des ventes | Classement des ventes | Classement des ventes | Classement des ventes | Ventes françaises | Certifications françaises |
| Année | Album                    | France ,              | Flandre               | Wallonie              | Suisse                | Pays-Bas              | Ventes françaises | Certifications françaises |
| ----- | ------------------------ | --------------------- | --------------------- | --------------------- | --------------------- | --------------------- | ----------------- | ------------------------- |
| 1992  | Sur scène                | 1                     |                       |                       |                       |                       | + 600 000         | 2 × Platine               |
| 1995  | Du New Morning au Zénith | 2                     | 31                    | 2                     |                       |                       | + 300 000         | Platine                   |

### Compilation
- 2000 : Pluriel 90/96

### Chansons sorties en singles
| Année | Single                       | Classement des ventes          | Classement des ventes          | Classement des ventes          | Classement des ventes          | Classement des ventes          | Classement des ventes          | Ventes françaises              | Certifications françaises      | Album                    |
| Année | Single                       | France ,                       | Flandre                        | Wallonie                       | Suisse                         | Pays-Bas                       | Québec                         | Ventes françaises              | Certifications françaises      | Album                    |
| ----- | ---------------------------- | ------------------------------ | ------------------------------ | ------------------------------ | ------------------------------ | ------------------------------ | ------------------------------ | ------------------------------ | ------------------------------ | ------------------------ |
| 1990  | Nuit                         | 6                              | NC                             | NC                             | NC                             | 30                             | 2                              | 150 000                        | Argent                         | Fredericks Goldman Jones |
| 1991  | À nos actes manqués          | 2                              | NC                             | NC                             | NC                             | NC                             | 1                              | 150 000                        | Argent                         | Fredericks Goldman Jones |
| 1991  | Né en 17 à Leidenstadt       | 11                             | NC                             | NC                             | NC                             | NC                             | 45                             | 75 000                         | —                              | Fredericks Goldman Jones |
| 1991  | C'est pas d'l'amour          | 11                             | NC                             | NC                             | NC                             | NC                             | 31                             | 50 000                         | —                              | Fredericks Goldman Jones |
| 1992  | Un, deux, trois              | 6                              | NC                             | NC                             | NC                             | NC                             | NC                             | 75 000                         | —                              | Fredericks Goldman Jones |
| 1992  | Tu manques                   | 12                             | NC                             | NC                             | NC                             | NC                             | NC                             | 30 000                         | —                              | Fredericks Goldman Jones |
| 1992  | Il suffira d'un signe (live) | 14                             | NC                             | NC                             | NC                             | NC                             | NC                             | 50 000                         | —                              | Sur scène                |
| 1993  | Je commence demain (live)    | NC                             | NC                             | NC                             | NC                             | NC                             | NC                             | —                              | —                              | Sur scène                |
| 1993  | Rouge                        | 18                             | NC                             | NC                             | NC                             | NC                             | NC                             | 35 000                         | —                              | Rouge                    |
| 1993  | Juste après                  | 32                             | NC                             | NC                             | NC                             | NC                             | 18                             | —                              | —                              | Rouge                    |
| 1994  | Des vies                     | NC                             | NC                             | NC                             | NC                             | NC                             | NC                             | —                              | —                              | Rouge                    |
| 1994  | Fermer les yeux              | 33                             | NC                             | NC                             | NC                             | NC                             | NC                             | —                              | —                              | Rouge                    |
| 1995  | Pas toi (live)               | single promotionnel uniquement | single promotionnel uniquement | single promotionnel uniquement | single promotionnel uniquement | single promotionnel uniquement | single promotionnel uniquement | single promotionnel uniquement | single promotionnel uniquement | Du New Morning au Zénith |
| 2000  | Peurs                        | single promotionnel uniquement | single promotionnel uniquement | single promotionnel uniquement | single promotionnel uniquement | single promotionnel uniquement | single promotionnel uniquement | single promotionnel uniquement | single promotionnel uniquement | Pluriel 90/96            |